# Al Dio sconosciuto
Al Dio sconosciuto  (To a God Unknown) è un romanzo dello scrittore statunitense John Steinbeck, premio Nobel per la letteratura del 1962, pubblicato nel 1933 a New York. In lingua italiana è stato tradotto da Eugenio Montale nel 1946.
Il titolo è tratto da una frase degli Atti degli Apostoli (capitolo 17, versetto 23). Steinbeck ci lavorò a lungo, con difficoltà.

## Trama
È la storia di Joseph Wayne, un agricoltore che lascia il Vermont per stabilirsi in California. Sposa una ragazza di Monterey, Elizabeth e dopo il matrimonio scopre in fattoria che suo fratello Benjy è stato accoltellato. Scopre quindi che l'assassino è Juanito, la cui moglie era stata sedotta da Benjy, spesso ubriaco. Incontratolo di notte sulla montagna, Juanito chiede a Joseph di vendicare il fratello e di ucciderlo. Ma questi rifiuta e l'altro si allontana, isolandosi nel proprio senso di colpa.
Più tardi Elizabeth ha un figlio. Burton, altro fratello di Joseph, devoto cristiano, vede lo stesso parlare a tarda notte con un albero, che Joseph pensa ospitare l'anima del defunto padre e lo rimprovera severamente, spaventato da quello che lui ritiene un culto pagano e pericoloso. Joseph ignora i rimproveri di Burton, che decide allora di lasciare la fattoria e di trasferirsi. Joseph scopre in seguito che Burton ha stretto l'albero in una morsa per ucciderlo. La vita da quella scoperta non sarà più la stessa, sia per l'aumentare della siccità, che per una serie sfortunata di eventi
Un giorno, durante una visita ai campi, Elizabeth scivola sul muschio e cade rompendosi il collo e morendo sul colpo. Joseph diviene quindi un uomo duro, in rapporto conflittuale con Dio. Eppure sa che deve lavorare. Torna Juanito e lo convince ad andare dal sacerdote in città, ma questo si rifiuta di pregare per la pioggia, dicendo che la sua preoccupazione è la salvezza delle anime umane.
Giunto nuovamente alla sorgente secca del torrente, Joseph si taglia i polsi, come per sacrificarsi a qualche misterioso potere superiore. Difatti mentre muore, si sente la pioggia che comincia a cadere.

## Edizioni
- John Steinbeck, Il Dio dell'ignoto, Collana Narratori di tutto il mondo n.1, Elios, 1946.
- John Steinbeck, Al Dio sconosciuto, traduzione di Eugenio Montale, collana "Medusa" n. 163, Mondadori, 1946,  p. 252.
- id., Al Dio sconosciuto, Collana I libri del Pavone n.31, Milano, 1954; Collana Oscar, Mondadori, 1964-1999; Collana I Grandi Tascabili, Bompiani, Milano, 2011, ISBN 978-88-45-26839-7.